# Oud-Europese hydronymie
Oudeuropees (alteuropäisch) is de term die in 1964 door Hans Krahe gebruikt werd voor de taal van de oudste gereconstrueerde laag van hydroniemen (riviernamen) in Centraal- en West-Europa. Dit zou een vroege Indo-Europese taal zijn uit het 2e millennium v.Chr. (de Europese Bronstijd), nog voor het ontstaan en uitbreiding van de Germaanse en Keltische talen. "Oudeuropees" in deze zin is niet te verwarren met de term zoals deze wordt gebruikt door Marija Gimbutas, die deze term toepast op het Pre-Indo-Europese neolithische Europa.
Oudeuropese riviernamen zijn te vinden in de Baltische regio, het zuiden van Scandinavië, Centraal-Europa, Frankrijk, de Britse Eilanden en in mindere mate op de Iberische- en Italiaanse schiereilanden. Dit gebied wordt in verband gebracht met de verspreiding van latere "Westelijke" Indo-Europese dialecten als de Keltische, Italische, Germaanse, Baltische en Illyrische talen. Opvallend afwezig zijn de Balkan en Griekenland, evenals delen van Oost-Europa met een Oost-Slavische en Fins-Oegrische bevolking.
Krahe lokaliseert het kerngebied als zich uitstrekkend van de Baltische regio via West-Polen en Duitsland naar de Zwitserse Hoogvlakte en de bovenloop van de Donau ten noorden van de Alpen. De Oud-Europese riviernamen van Zuid-Frankrijk, Italië en Spanje zouden later ingevoerd zijn, waarbij ze Pre-Indo-Europese talen vervingen. Dit zou overeenkomen met Italisch, Keltische en Illyrische invasies van rond 1300 v.Chr.
De Duitse taalkundige Theo Vennemann daarentegen heeft in zijn Vascoonssubstraattheorie gesuggereerd dat de taal van de Oud-Europese hydronymen een Pre-Indo-Europese agglutinerende taal moet zijn geweest.

## Voorbeelden

### Dur
Dur, een pre-Keltische taalkundige wortel die 'water' of 'stroom' betekent.
- de Adur (Verenigd Koninkrijk)
- de Dour, rivier in Kent, Latijn *Dubris (Verenigd Koninkrijk)
- de Dore (Frankrijk)
- de Doron (Frankrijk)
- de Dordogne < Durānius (Frankrijk)
- de Douro (Portugal en Spanje), in het Portugees bekend als de Douro, in het Spaans als de Duero <*Durius.
- de Dronne (Frankrijk)
- de Dropt < Romeins Drotius (Frankrijk)
- de Drave en waarschijnlijk ook de Drac (Frankrijk)
- de Drau (Italië, Oostenrijk, Slovenië, Kroatië, Hongarije)
- de Drawa (Polen)
- de Durance (Frankrijk)
- de Durenque, zijrivier van de Agout (Frankrijk)
- de Eder, een zijrivier van de Fulda (Duitsland)
- de Oder (Duitsland en Polen)